# Thainara Feitosa de Oliveira
Thainara Mylena Feitosa de Oliveira (* 21. April 2001 in Natal) ist eine brasilianische Beachvolleyballspielerin.

## Karriere
Thainara begann ihre Ausbildung zur Volleyballerin als Neunjährige an der städtischen Schule Prof. Ascendino de Almeida in der Hauptstadt des Bundesstaates Rio Grande do Norte im  Ortsteil Pitimbu. Dort wurde ihr Talent schnell erkannt und ihr wurde ermöglicht, an einem fünfmonatigen Projekt des Instituto Compartilhar teilzunehmen, das unter der Oberaufsicht von Bernardo Rezende stattfand, dem Goldmedaillentrainer der brasilianischen Männernationalmannschaft. Aufgrund ihrer dortigen Leistungen erhielt Thainara ein Stipendium am Colégio das Neves. Hier konnte sie ihre sportlichen Fähigkeiten weiter verbessern und wurde mehrere Male als Goldene Athletin bei den Schulwettkämpfen des nordöstlichsten Bundesstaates Brasiliens ausgezeichnet.
2021 siegte sie mit Anne Figueredo bei den südamerikanischen Meisterschaften der unter Einundzwanzigjährigen und stand mit ihr im Achtelfinale der gleichaltrigen Weltmeisterschaften. Mit Victória Lopes gewann sie Gold bei den panamerikanischen Spielen der Juniorinnen. Eine Saison später nahm sie mit Teresa Cavalcanti an den FISU Championships in Maceió teil. Die Brasilianerinnen wurden Elfte von 29 Beachpaaren.
Das bis zu diesem Zeitpunkt erfolgreichste Jahr 2024 begann Thainara mit Andressa Cavalcanti. Die beiden überstanden sowohl die Qualifikation des Challenge in Recife als auch die des gleichwertigen Turniers in Saquarema, konnten jedoch beide Male im Hauptfeld kein Spiel gewinnen. Im Juni nahmen sie an einem Wettbewerb der German Beach Tour teil. In Bremen konnten sie nach einer Auftaktniederlage die folgenden drei Spiele gewinnen und verloren erst wieder im Endspiel äußerst knapp mit 21:13, 19:21 und 14:16 gegen Paula Schürholz und Kim van de Velde. Mit ihrer neuen Partnerin Elize Maia scheiterte Thainara beim hochwertigen Event von João Pessoa nach einem Spielgewinn in der ersten Begegnung in der zweiten Qualifikationsrunde an  Kimberly Hildreth / Teegan Van Gunst. In Rio de Janeiro konnten die Südamerikanerinnen nach dem Sieg über ein estnisches Duo auch die Revanche gegen die US-Amerikanerinnen gewinnen und standen somit zum ersten Mal bei einem Elite16 im Hauptwettbewerb. Sie belegten durch den Sieg über Churin / Gallay den dritten Rang im Pool. In der Runde der Zwölf verloren sie gegen die Deutschen Sandra Ittlinger / Kim van de Velde und wurden so im Gesamtklassement Neunte.

## Sonstiges
Seit November 2022 engagiert sich die Athletin für die Legião da Boa Vontade. Das Ziel ist ein weiterer Sieg, der jedoch nichts mit ihren sportlichen Ambitionen zu tun hat. Sie will die Organisation dabei unterstützen, den Hunger in Brasilien zu beenden.